# Radhia Nasraoui

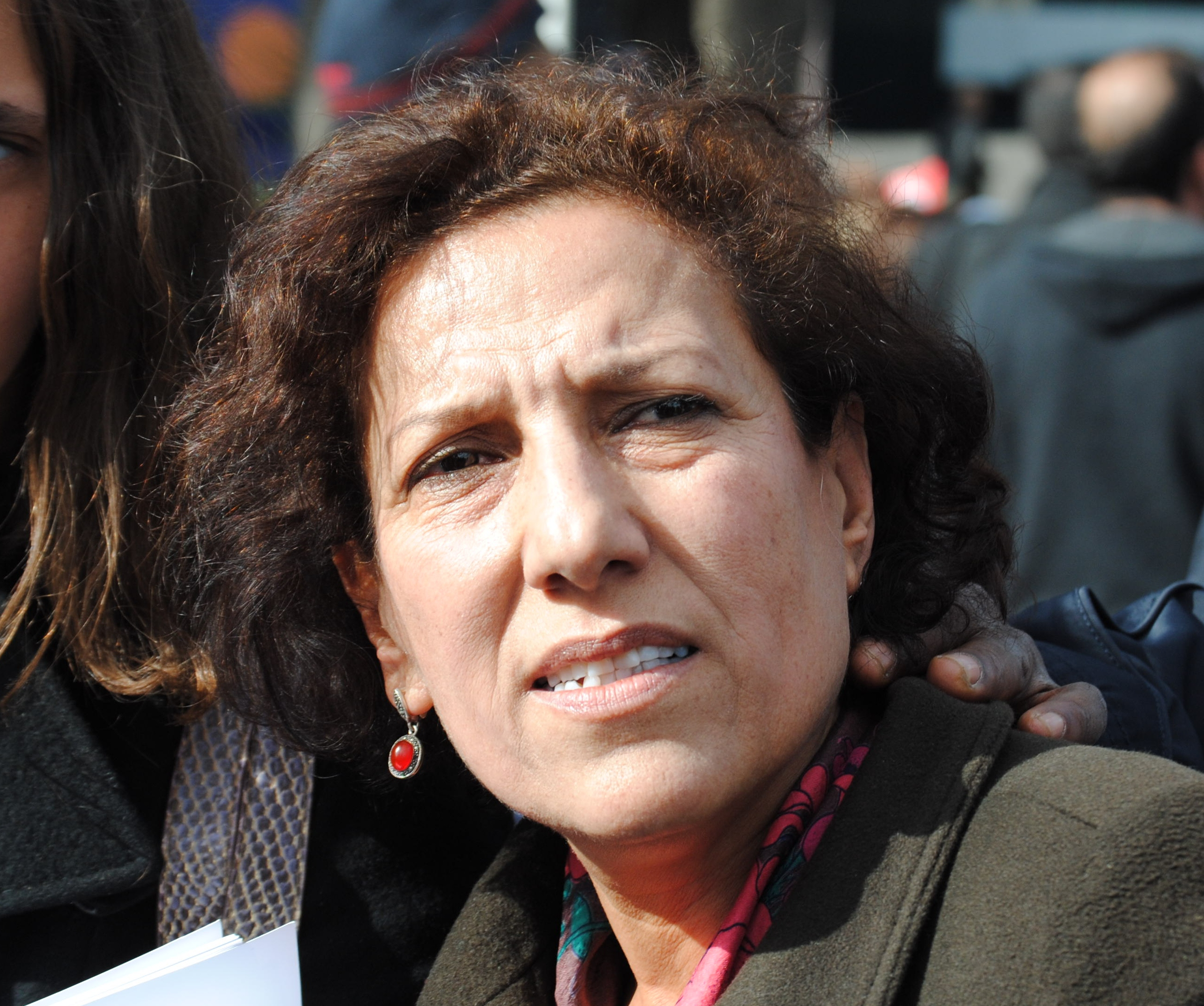
Radhia Nasraoui 2012

Radhia Nasraoui (* 1953 in Tunis) ist eine tunesische Menschenrechtsanwältin, die sich gegen die Folter einsetzt.

## Leben
Radhia Nasraoui setzt sich seit den 1970er Jahren für Menschenrechte ein. Unter dem Präsidenten Habib Bourguiba waren Studenten- und Arbeiterproteste verboten. 1976 überzeugte Nasraoui das Anwaltsbüro, in dem sie arbeitete, Studenten, die deshalb angeklagt waren, zu verteidigen. Nach dem Generalstreik in Tunesien, der mit blutigen Unruhen einherging und zahlreiche Todesopfer forderte, eröffnete sie 1978 ihre eigene Kanzlei.
Radhia Nasraoui war 2003 die Gründerin und ist die Vorsitzende der Association de lutte contre la torture en Tunisie, einer Vereinigung gegen Folter in Tunesien.
Radhia Nasraoui ist mit Hamma Hammami, dem Sprecher der Kommunistischen Arbeiterpartei Tunesiens verheiratet. Hamma Hammami wurde am 31. März 2002 infolge dieser Parteimitgliedschaft zu einer Freiheitsstrafe von drei Jahren und zwei Monaten verurteilt. Um die Freilassung ihres Mannes zu erzwingen und politische Freiheiten für die Bürger ihres Landes zu erreichen, trat Radhia Nasraoui bis zum 2. August 2002 in einen 38-tägigen Hungerstreik. Am 4. September 2002 kam ihr Mann, für den sich auch internationale Menschenrechtsgruppen eingesetzt hatten, frei.
Infolge ihrer Tätigkeit war Radhia Nasraoui Repressionen und Gewalttätigkeiten durch die Polizei ausgesetzt und trat aus Protest vom 15. Oktober bis zum 10. Dezember 2003 erneut in den Hungerstreik.
Radhia Nasraoui, die auch in den folgenden Jahren bis zur Revolution in Tunesien 2010/2011 staatlichen Repressalien ausgesetzt war, gilt als bekannteste Anwältin und Stimme gegen die Folter in Tunesien und als Vordenkerin des Arabischen Frühlings. Auch noch nach dem Sturz von Zine el-Abidine Ben Ali beklagte sie sich über das Anhalten von Folter und Misshandlung Gefangener. Als Anwältin verteidigte sie im Jahr 2013 die ehemalige tunesische Femen-Aktivistin Amina Tyler.
Radhia Nasraoui hat drei Kinder.

## Auszeichnungen
Am 16. November 2005 verlieh die Université Libre de Bruxelles Radhia Nasraoui ein Ehrendoktorat und wies dabei auf ihre Verteidigung der Menschenrechte und ihren Einsatz für die Emanzipation der tunesischen Frauen hin.
Kristian Berg Harpviken, der Direktor des norwegischen Peace Research Institute Oslo (PRIO) hielt es im Vorfeld der Verleihung des Friedensnobelpreises 2011 für wahrscheinlich, dass Radhia Nasraoui als eine der Repräsentantinnen des Arabischen Frühlings zu den Geehrten zählen könnte.
Im November 2011 war Radhia Nasraoui, die der verleihenden Stiftung zufolge „entscheidend zum Gelingen des ,Arabischen Frühlings’ und zum Schutz der Menschenwürde beigetragen“ hatte, unter den Preisträgern des Roland Berger Preises für Menschenwürde. 2012 wurde sie mit dem Olof-Palme-Preis ausgezeichnet.